# Assedio di Grosseto
L'assedio di Grosseto fu una battaglia storica tra Ludovico il Bavaro, di ritorno da Roma dopo essere stato incoronato Imperatore, e la città di Grosseto, tra il 17 e il 21 settembre 1328.

## Antefatto

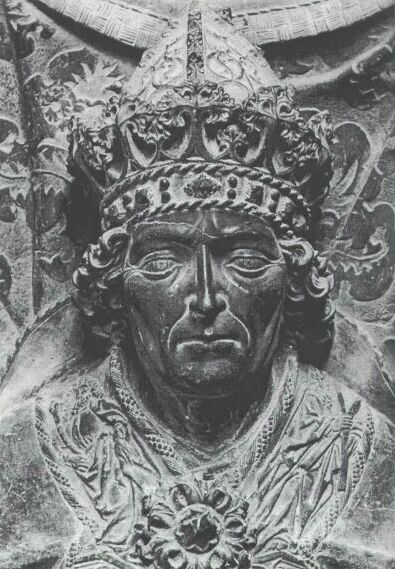
Ludovico il Bavaro

### Clima politico
Dopo la morte improvvisa di Enrico VII di Lussemburgo nel 1314, la maggioranza dei principi tedeschi elesse re dei Romani Ludovico della casata di Wittelsbach. Ludovico tentò inutilmente di ottenere il riconoscimento dell'elezione da parte di papa Giovanni XXII, ma invece finì interdetto. Da allora Ludovico venne chiamato, dispregiativamente, "il Bavaro". Ludovico progettava di indebolire la posizione del papa in Italia e, d'accordo con diversi esponenti ghibellini, sul finire del 1326 iniziò la sua marcia su Roma.

### La marcia su Roma e l'incoronazione
Molte città ghibelline accolsero l'Imperatore, che seguìto dalle sue truppe e dalla corte, imponeva tributi ed esigeva omaggio dai principi, conti e vescovi feudatari dell'Impero. Durante una dieta di rappresentanti delle maggiori città italiane, fu dichiarato indegno il pontefice romano e presa la corona di ferro a Milano dalle mani di Guido Tarlati, scomunicato vescovo di Arezzo, avanzò in Toscana, scrivendo lettere ai comuni per i quali doveva passare, lungo la via Aurelia, da Pisa verso Roma, invitandoli a porsi ai suoi ordini e a comparirgli davanti, al suo passaggio, conducendo con sé i propri rappresentanti.
Grosseto, città murata che si sforzava ancora di guadagnare una certa autonomia politica di fronte ai diritti dei suoi signori e a quelli della Repubblica di Siena, pur avendo preso parte con i ghibellini nella battaglia di Montaperti, e quindi aderente alla causa dei sovrani tedeschi, si trovava invece compreso nella lega guelfa, come lo era fin dal 1311 il suo nuovo signore, Bino di Abate. 
Ludovico, dopo avere celebrato il Natale 1327 a Castiglione della Pescaia, allora sotto il dominio di Pisa, città devota all'Imperatore, riprese la marcia e, non volendo proprio in quel momento entrare in conflitto con Siena, preferì non attraversare la città di Grosseto, dirigendosi verso Magliano e Manciano, lungo le valli dei fiumi Albegna e Fiora, fino ad arrivare a Viterbo e infine a Roma. Ludovico ricevette la corona imperiale in San Pietro per mano del laico Sciarra Colonna, prendendo il nome di Luigi IV, e nominò il francescano Pietro Rainalducci da Corvara come antipapa Niccolò V il 12 maggio 1328. L'imperatore ritornò quindi per Viterbo, dove insieme all'antipapa si mise in cammino per Pisa, dove la morte di Castruccio Castracani poteva portare alla caduta della città in mano dei fiorentini.

## L'assedio
Questa volta l'imperatore e il suo seguito decisero di non risparmiare la città di Grosseto. Spinto dai conti di Santa Fiora che chiedevano di eliminare Grosseto, utilizzata come porto e fortino dai guelfi di Toscana, l'esercitò imperiale entrò nella Maremma grossetana e si presentò sotto la città il 17 settembre 1328.
La città fortificata si era preparata a resistere, sotto il comando di Vanni detto Malia e Abbatino degli Abati del Malia, figli del defunto Bino. Alla richiesta dell'imperatore di viveri e denaro, oltre la dovuta obbedienza e promessa di fedeltà, i grossetani diedero risposta negativa. L'esercito imperiale, non riuscendo subito a far breccia nelle salde mura, iniziò una serie di razzie e saccheggi nel territorio intorno alla città, in quanto Ludovico era certo che la città, piccola e indebolita dalla malaria, avrebbe presto capitolato. La Repubblica di Siena, per soccorrere la città sulla quale vantava diritto di dominio, spedì a Grosseto Lionetto dell'Avellana, conestabile senese, con un piccolo contingente. Il re di Sicilia Federico III inviò delle truppe in aiuto al Bavaro, che, sbarcate a Talamone, raggiunsero la città, ma furono respinte dai grossetani. Così è descritto l'assedio dal cronista fiorentino Giovanni Villani: «Dopo quattro giorni di infruttuosi assalti e battaglie, durante i quali i balestrieri dell'Imperatore salirono più volte sulle mura della città, furono dagli abitanti di essa respinti a forza», e poi di nuovo: «Fu allora che l'Imperatore e l'Antipapa fecero ritirare le truppe, dopo aver lasciato sotto le mura di Grosseto più di 400 dei migliori soldati».

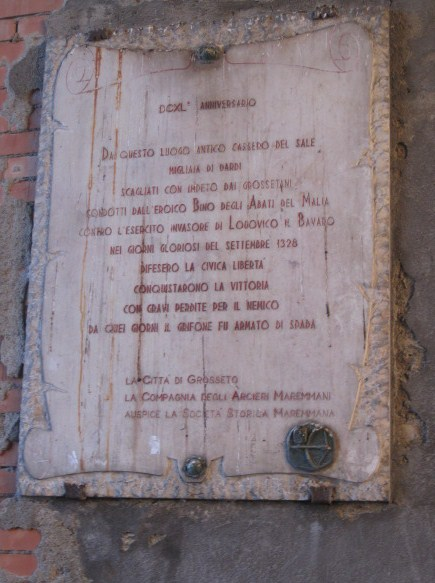
Lapide in ricordo dell'assedio posto sotto Porta Vecchia a Grosseto

Infatti, dopo i ripetuti tentativi, e la situazione pisana sempre più urgente, Ludovico e l'antipapa ripartirono con il loro seguito, abbandonando l'idea di espugnare la città. Come narra una cronaca del Medioevo, così i tedeschi appellarono i Grossetani: «uomini maledetti, nefandi, figliolanza di vipere e serpentacci tortuosi, discendenza pestifera, schiatta velenosa, cani rivomitatori e porci rivolgentisi nel brago, attossicata genia, generazione inflessibile e più dura del macigno, grossolani come il loro nome, non piegabili né per blandizie, né per minacce».

## Leggenda
Secondo la tradizione popolare, i Grossetani vollero che il grifone argenteo sullo sfondo rosso, stemma della città, fosse armato di spada nel braccio destro, a ricordo dell'eroica difesa.

## Opere dedicate
La battaglia fu ricordata in un dipinto su una tela nel Teatro degli Industri nel 1840, dal pittore Maffei di Siena, e successivamente, sempre nel Teatro dopo la sua ristrutturazione del 1890, dal pittore fiorentino Tito Lessi.
L'assedio è ricordato con una lapide posta sotto Porta Vecchia a Grosseto, voluta dall'Associazione arcieri maremmani nel 1968. La targa tuttavia attribuisce la vittoria grossetana a Bino degli Abati del Malia, deceduto circa dieci anni prima, anziché ai figli Vanni e Batino, e asseconda la leggenda secondo cui il grifone alato, stemma della città, «fu armato di spada» in memoria di questo evento.